# Cyanoramphus saissetti
Cyanoramphus saissetti là một loài chim trong họ Psittacidae.